# Biskra Airport
Biskra Airport är en flygplats i Algeriet. Den ligger i den norra delen av landet, 300 km sydost om huvudstaden Alger. Biskra Airport ligger 88 meter över havet.
Terrängen runt Biskra Airport är platt. Runt Biskra Airport är det ganska glesbefolkat, med 34 invånare per kvadratkilometer. Närmaste större samhälle är Biskra, 6,4 km norr om Biskra Airport. Trakten runt Biskra Airport är ofruktbar med lite eller ingen växtlighet.